# Lavičné
Lavičné ou Nová Bělá (en allemand : Neu-Bielau ou Neu Biela) est une commune du district de Svitavy, dans la région de Pardubice, en République tchèque. Sa population s'élevait à 125 habitants en 2024.

## Géographie
Lavičné se trouve à 9 km à l'est-nord-est de Bystré, à 13 km au sud de Svitavy, à 66 km au sud-est de Pardubice et à 154 km à l'est-sud-est de Prague.
La commune est limitée par Banín au nord, par Bělá nad Svitavou à l'est et au sud-est, par Svojanov au sud-ouest et à l'ouest, et par Rohozná au nord-ouest.

## Histoire
La première mention écrite du village date de 1293.

## Galerie

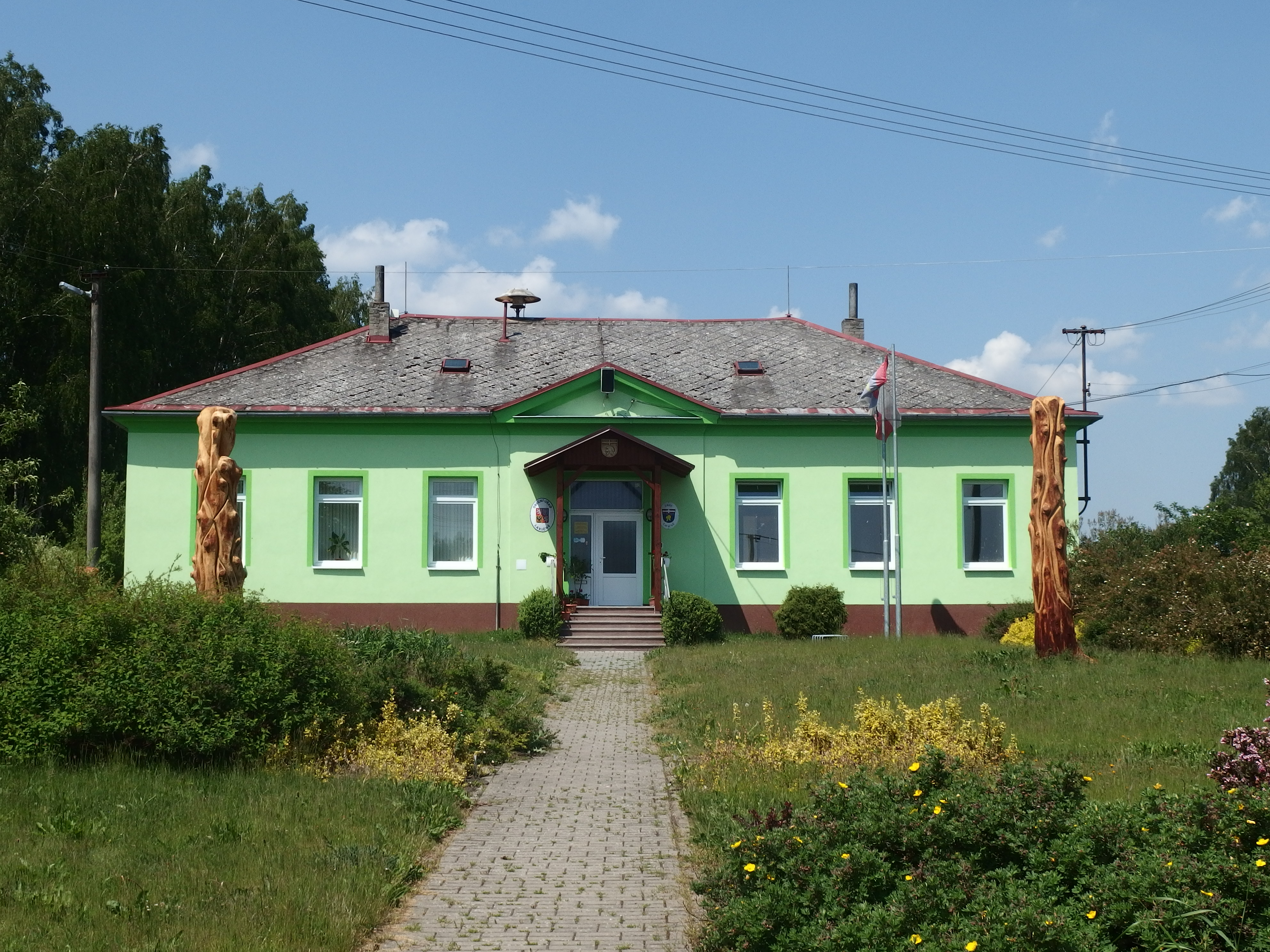
Lavičné : la mairie.
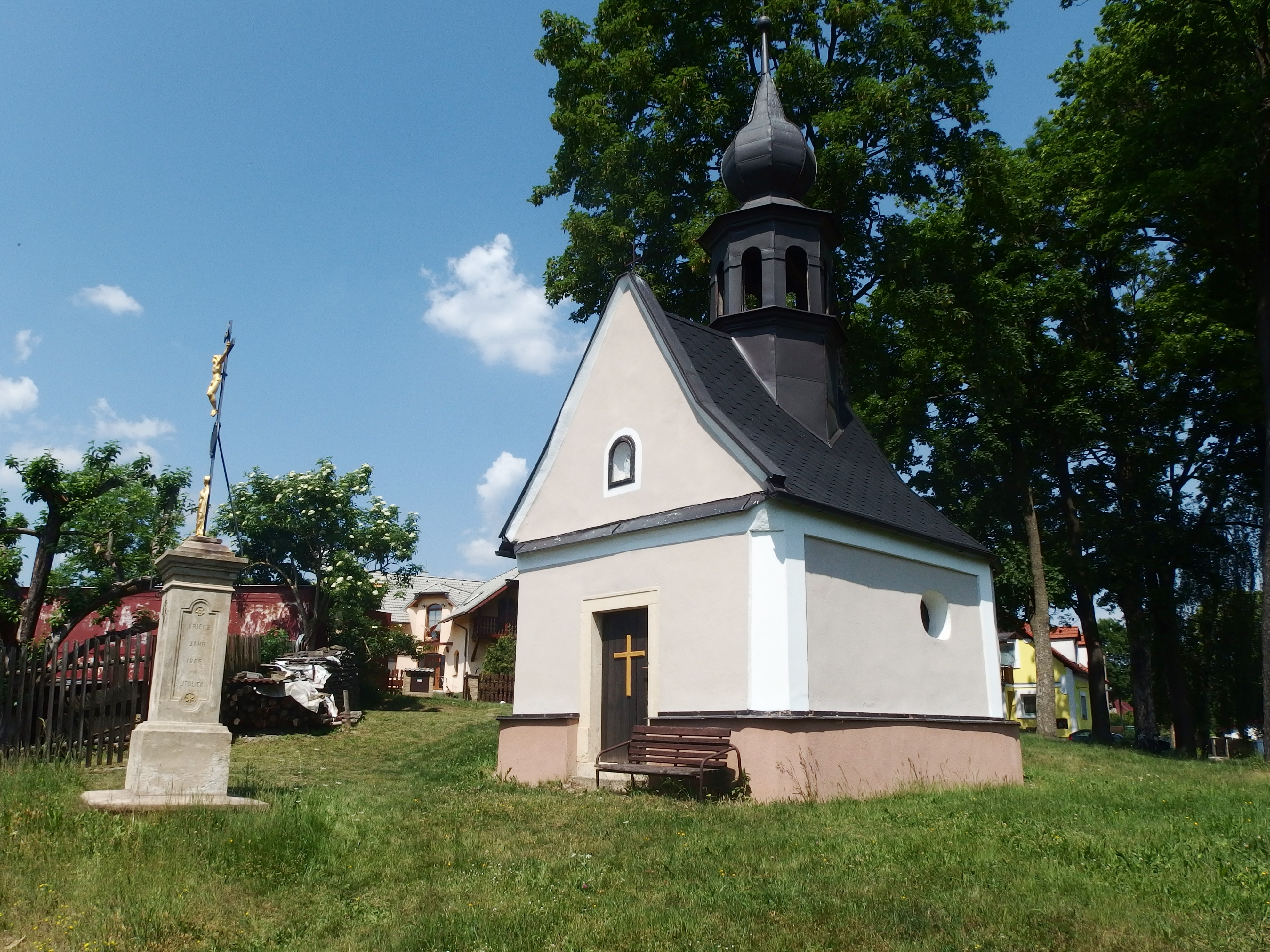
Chapelle à Lavičné.

## Transports
Par la route, Lavičné se trouve à 10 km de Hradec nad Svitavou, à 20 km de Svitavy, à 85 km de Pardubice et à 199 km de Prague. 